# Dagger Peak
Dagger Peak är en bergstopp i Antarktis. Den ligger i Västantarktis. Argentina, Chile och Storbritannien gör anspråk på området. Toppen på Dagger Peak är 90 meter över havet.
Terrängen runt Dagger Peak är huvudsakligen kuperad, men den allra närmaste omgivningen är varierad. Havet är nära Dagger Peak söderut. Trakten är obefolkad. Det finns inga samhällen i närheten. 